# Ejido las Vegas
Ejido las Vegas är en ort i Mexiko.   Den ligger i kommunen Chicontepec och delstaten Veracruz, i den sydöstra delen av landet, 200 km nordost om huvudstaden Mexico City. Ejido las Vegas ligger 188 meter över havet och antalet invånare är 121.
Terrängen runt Ejido las Vegas är platt åt nordost, men åt sydväst är den kuperad. Runt Ejido las Vegas är det ganska tätbefolkat, med 86 invånare per kvadratkilometer. Närmaste större samhälle är Benito Juárez, 16,3 km sydväst om Ejido las Vegas. Omgivningarna runt Ejido las Vegas är en mosaik av jordbruksmark och naturlig växtlighet.